# Verzorgingsplaats Hackelaar
Verzorgingsplaats Hackelaar is een Nederlandse verzorgingsplaats, gelegen aan de A1 Oldenzaal-Amsterdam tussen knooppunt Muiderberg en afrit 3 in de gemeente Gooise Meren.
Bij Hackelaar ligt een snellaadstation voor elektrische auto's van aanbieder Fastned. Daarnaast is ook een tankstation van Shell. Eind 2019, begin 2020 zijn restaurants van La Place en McDonald's op deze verzorgingsplaats geopend.
De naam zou komen van een oude herberg bij de vlakbij gelegen Hakkelaarsbrug.
Deze verzorgingsplaats ligt precies op de NAP-nullijn. In 2005 heeft het Nederlands Bureau voor Toerisme & Congressen, samen met de ANWB en de ministeries van Verkeer en Waterstaat en Onderwijs, Cultuur en Wetenschap alle verzorgingsplaatsen die op deze nullijn liggen voorzien van een informatiebord om op aldus deze lijn inzichtelijk te maken voor het publiek.
Aan de andere kant van de snelweg ligt verzorgingsplaats Honswijck.
Door het wegenproject Schiphol-Amsterdam-Almere is de A1 verbreed. Hierdoor veranderde de ligging van de A1 in Muiden. De nieuwe A1 kwam over de verzorgingsplaats Honswijck te liggen, waardoor deze iets zuidelijk opnieuw gebouwd is. Het aantal parkeerplaatsen van Hackelaar is flink vergroot.

## Trivia
- Volgens een theorie verdiende de crimineel Johan Verhoek zijn eerste geld met de handel in tweedehands auto's bij dit tankstation met de bijnaam "De Hakkelaar" als gevolg. Een andere theorie zegt evenwel dat Verhoek zo werd genoemd, omdat hij stotterde.[1]

Richting Oldenzaal:
Honswijck · 
Ronduit · 
De Slaag · 
Palmpol ·
Tolnegen · 
Lucasgat · 
Bruggelen · 
De Paal · 
Boermark · 
Bolder · 
Het Lonnekermeer
Richting Amsterdam:
De Poppe · 
Het Veelsveld · 
Struik · 
De Hop · 
Vundelaar · 
De Hucht · 
De Strubben · 
Tolnegen · 
Aanschoten · 
Uilengoor · 
De Middelaar · 
Neerduist · 
Bastion · 
Hackelaar